# Pattiveeranpatti
Pattiveeranpatti es una ciudad y nagar Panchayat situada en el distrito de Dindigul en el estado de Tamil Nadu (India). Su población es de 8602 habitantes (2011).

## Demografía
Según el censo de 2011 la población de Ayyalur era de 8602 habitantes, de los cuales 4177 eran hombres y 4425 eran mujeres. Pattiveeranpatti tiene una tasa media de alfabetización del 88,60%, inferior a la media estatal del 80,09%: la alfabetización masculina es del 92,41%, y la alfabetización femenina del 85%.